# Evgenij Michajlovič Lifšic
Evgenij Michajlovič Lifšic (in russo Евгений Михайлович Лифшиц?; in ucraino Євген Михайлович Ліфшиц?, Jevhen Mychajlovyč Lifšyc; Charkiv, 21 febbraio 1915 – Mosca, 29 ottobre 1985) è stato un fisico sovietico. 
È noto in occidente anche nella traslitterazione anglosassone Evgenii Mikhailovich Lifshitz.

## Biografia
Nato nell'attuale Ucraina, terminata la scuola secondaria nel 1929, studiò chimica per due anni prima di iscriversi alla facoltà di fisica e meccanica dell'Istituto di meccanica e costruzione di macchine di Charkiv, dove ottenne la laurea nel 1933. Successivamente frequentò l'Istituto fisico-tecnico ucraino, dove ebbe modo di conoscere Lev Davidovič Landau e portare a termine il dottorato di ricerca. In questo istituto lavorò come ricercatore sino al 1938 e, un anno dopo, si trasferì presso l'Istituto dei problemi di fisica dell'Accademia delle scienze dell'URSS a Mosca. Anche suo fratello minore, Il'ja, sarebbe diventato un fisico teorico allievo di Landau.
Lifšic insegnò in vari atenei russi ed ucraini e per oltre vent'anni fu il capo editore di una rivista di fisica teorica. Conseguì prestigiosi riconoscimenti per la sua attività scientifica, tra cui il Premio Lenin e il Premio Stalin. Nel 1966 divenne membro dell'Accademia sovietica delle Scienze e in seguito fu ammesso alla Royal Society.
Nel mondo accademico il suo nome è ricordato per aver scritto, insieme al collega Landau, i dieci volumi che formano un Corso di fisica teorica adottato in molti istituti universitari. La complessa e ponderosa opera fu portata a termine nel 1979 dopo la morte di Landau e grazie anche all'apporto dei fisici Vladimir Borisovič Beresteckij e Lev Petrovič Pitaevskij. Il contributo di Lifšic riguarda, fra le altre cose, la meccanica quantistica, la teoria quantistica dei campi, la meccanica dei fluidi e la fisica cinetica. Dedicò parte del suo lavoro scientifico alla ricerca di singolarità nelle soluzioni cosmologiche delle equazioni della relatività generale.

## Testi di fisica teorica di Lifšic e Landau
- Volume 1:   Meccanica
- volume 2:   Teoria dei campi
- volume 3:   Meccanica quantistica. Teoria non relativistica
- volume 4:   Teoria quantistica relativistica (Lifšic, Beresteckij e Pitaevskij)
- volume 5:   Fisica statistica
- volume 6:   Meccanica dei fluidi
- volume 7:   Teoria dell'elasticità
- volume 8:   Elettrodinamica dei mezzi continui
- volume 9:   Fisica statistica 2. Teoria dello stato condensato
- volume 10:  Fisica cinetica